# Филипп (фрурарх Сикиона)
Филипп (др.-греч. Φίλιππος; IV век до н. э.) — фрурарх пелопоннеского города Сикион на службе у Птолемея I Сотера.

## Происхождение. Проблемы идентификации
Филипп по происхождению был македонянином. Диодор Сицилийский при описании захвата Сикиона войском Деметрия Полиоркета указывал, что городским гарнизоном командовал «очень известный стратег» (др.-греч. έπιφανέστατος στρατηγός) Филипп. Данный эпитет даёт основание предположить, что он участвовал ещё в походах Александра Македонского, однако широкое распространение имени в македонском ономастиконе не даёт возможности достоверно отождествить его с кем-либо из других описанных в античных источниках Филиппов. По мнению А. Татаки, этот Филипп идентичен упомянутому в одной из надписей Телмесса Филиппу, сыну Александра.

## На должности фрурарха Сикиона
К 303 году до н. э. Филипп был фрурархом (комендантом городского гарнизона) Сикиона. Этот город на побережье Коринфского залива в 308 году до н. э. захватил диадох Птолемей. Был ли Филипп назначен фрурархом Сикиона в 308 году до н. э. или несколько позднее неизвестно. К 303 году до н. э. город остался последним форпостом Птолемея в материковой Греции.
В начале 303 года до н. э. Деметрий Полиоркет вторгся в Пелопоннес с целью изгнать с полуострова воинские контингенты своих врагов — правителя Египта Птолемея и Македонии Кассандра. В античных источниках приведены различные и противоречивые детали этого похода. Плутарх писал, что Деметрий «очистил Сикион, Аргос и Коринф от сторожевых отрядов, подкупив солдат и начальников взяткою в сто талантов». Диодор Сицилийский и Полиэн приводят другую последовательность событий. Деметрий отправился в Кенхреи на берегу Саронического залива где стал проводить время «предаваясь удовольствиям и роскоши». Тем самым он усыпил бдительность сикионцев. Однако, в это время военачальник готовился к внезапной атаке на город. В Коринфском заливе он собрал флот, а также отправил отряд наёмников под командованием Диодора обойти Сикион. В обозначенный день Сикион был атакован с трёх сторон: флот напал на сикионскую гавань, отряд Диодора — с запада из Пеллены, основное войско Деметрия — с востока из Кенхрей. Таким образом войско Деметрия прорвалось за городские стены, а гарнизон Филиппа бежал в акрополь. Филипп согласился покинуть центральную городскую цитадель при условии, что ему и его людям дадут возможность беспрепятственно отплыть в Египет. Дальнейшая его судьба неизвестна.

### Исследования
- Billows R. Antigonos the One-eyed and the Creation of the Hellenistic State (англ.). — Berkeley; Los Angeles; London: University of California Press, 1997. — ISBN 0-520-06378-3.
- Grabowski T. Ptolemys Military and Political Operations in Greece in 314 308 BC (англ.) // ELECTRUM. — Krakow, 2008. — Vol. 14. — P. 33—44.
- Heckel W. Who's Who in the Age of Alexander and his Successors. From Chaironea to Ipsos (338—301 BC) (англ.). — Barnsley: Greenhill Books, 2021. — 554 p. — ISBN 978-1-78438-648-1.
- Tataki A. B. Macedonians Abroad. A Contribution to the Prosopography of Ancient Macedonia (англ.). — Athens, 1998. — ISBN 960-7905-00-8.
- Wheatley P., Dunn C. Demetrius the Besieger (англ.). — Oxford: Oxford University Press, 2020. — ISBN 978-0-19-883604-9.